# Kaye-Effekt

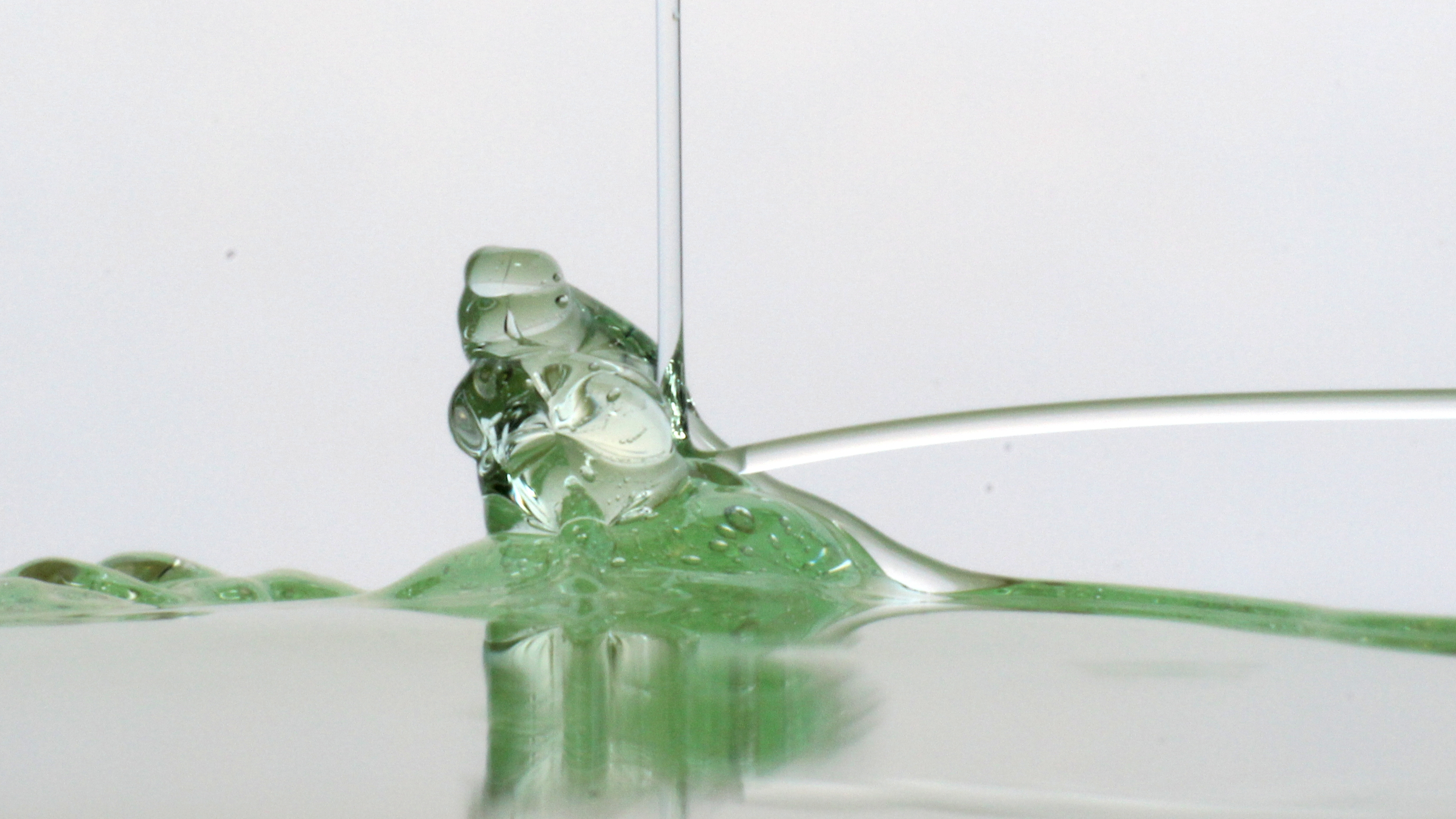
Ein aus ca. 30 cm Höhe fallender Shampoostrahl zeigt den Kaye-Effekt.

Der Kaye-Effekt ist eine Eigenschaft strukturviskoser Fluide und wurde 1963 erstmals vom britischen Ingenieur Alan Kaye beschrieben. Der Effekt ist bisher nicht vollständig verstanden.
Gießt man eine strukturviskose Flüssigkeit auf eine Oberfläche, dann spritzt ein dünner Strahl von der Oberfläche nach oben heraus. Der Effekt ist mit Shampoo leicht zu beobachten.

## Beschreibung

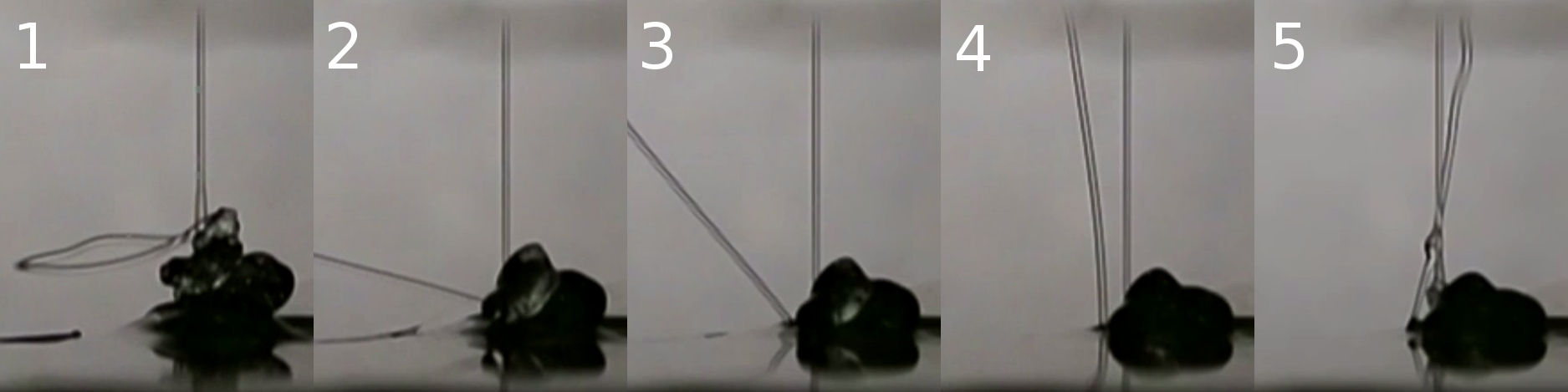
Ein kompletter Zyklus des Kaye-Effekts.
1: Initiation durch Ausstoß einer Schleife
2–4: Anstieg des Winkels des austretenden Fluidstrahls
5: Der Effekt wird durch die Berührung zwischen dem eintretenden und dem austretenden Strahl beendet

Der Effekt kann von der Initiation bis zur Termination in 3 Stadien unterteilt werden. Der Effekt wird durch den Ausstoß einer Fluid-Schleife aus der Eintrittsstelle des Strahles initiiert. Diese Schleife entwickelt sich zu einem stabilen, austretenden Strahl, dessen Winkel zur Horizontalen immer weiter ansteigt. Trifft der austretende Strahl den eintretenden Strahl, endet der Effekt. Der Effekt ist zunächst an die Herausbildung eines hochviskosen Haufens mit einer obenauf befindlichen, den Strahl zurückwerfenden Mulde gebunden. Während des Zyklus sinkt der Haufen langsam in sich zusammen, weil kein Material hinzugelangt. Gleichzeitig vertieft sich die Mulde, welche den Strahl umlenkt, sodass der Strahl steiler heraustritt.
Der Effekt tritt nur bei scherverdünnenden (strukturviskosen) Flüssigkeiten auf. Während Kaye mit einer Lösung von  Polyisobutylen in Decalin arbeitete, wurden spätere Untersuchungen mit Flüssigseife bzw. Shampoo durchgeführt.
Versluis und Kollegen (siehe Literatur) zeigten, dass der Effekt stabil auftritt und sogar kaskadierbar ist, wenn der Strahl auf einen auf einer schrägen Fläche herabfließenden Flüssigkeitsfilm trifft.